# Europejska Nagroda Filmowa – Nagroda Publiczności dla najlepszego filmu
Europejska Nagroda Filmowa – Nagroda Publiczności dla najlepszego filmu przyznawana jest od 2006 r.

## Zwycięzcy i nominowani
- 2006  Volver / Pedro Almodóvar
- 2007  Nieznajoma / Giuseppe Tornatore
- 2008   Harry Potter i Zakon Feniksa / David Yates
- 2009  Slumdog. Milioner z ulicy / Danny Boyle
- 2010  Mr. Nobody / Jaco Van Dormael